# Ihud
Ichud (hebräisch אִחוּד Ichūd, deutsch ‚Einheit‘, Plene: hebräisch איחוד, in Sprachen ohne den Laut ch (IPA χ): auch Ihud) war eine binational orientierte zionistische Partei, die 1942 von Judah Leon Magnes, Martin Buber, Ernst Simon und Henrietta Szold, ehemaligen Unterstützern der Brit Schalom, als Antwort auf die Biltmore-Konferenz gegründet wurde. Weitere prominente Mitglieder waren Mosche Smilansky, David Werner Senator, der Agrarwissenschaftler Chaim Margolis-Kalvaryski und der Richter Joseph Moshe Valero. Ichud setzte sich für eine Lösung der politischen Spannungen in Palästina ein, die gleiche Rechte für Juden und Araber in Form von politischer Parität in gemeinsamen Regierungsorganen sowie eine Aufteilung des Landes in Bezirke auf kommunaler Basis vorsah.

## Geschichte

### Bis zur israelischen Staatsgründung
Die Judenverfolgung in Europa und der arabische Aufstand in Palästina ließen es den Gründern des Ichud als dringlich erscheinen, die jüdische Gemeinschaft in Palästina zu stärken und eine überlebensfähige Heimstätte für die Verfolgten zu schaffen; zugleich sollten die Rechte der arabischen Bevölkerung des Landes respektiert werden. So führte Judah Leon Magnes im Juli 1942 erste Gespräche zur Gründung des Ichud als Nachfolgeorganisation der Brit Schalom, mit deren Prinzipien er sich identifizierte.
Das erste Treffen der Gruppe fand am 11. August 1942 statt. Dabei formulierte Magnes mehrere Gründe für das Eintreten für eine binationale Lösung anstelle der Schaffung eines jüdischen Staates, darunter folgende: Ein jüdischer Nationalstaat in Palästina wurde Hass hervorrufen, der über Generationen hinweg kaum zu beschwichtigen wäre. Kriegerische Auseinandersetzungen könnten den Jischuv zerstören. Ein Nationalstaat sei zudem nicht der Weg des Judentums, vielmehr sollte nach dem Beispiel anderer Nationen kein jüdischer, sondern ein säkularer Staat im Dienste aller seiner Bewohner entstehen.
Am 3. September 1942 bekräftigte die Gruppe in einem Brief an die Mitarbeiter der Hebräischen Universität, dass sich Ichud als Teil der zionistischen Bewegung verstehe und die Vereinigung von Juden und Arabern als wesentlich für die Gründung eines jüdischen Heimatlandes betrachte. Die Führer von Ichud nannten mehrere Hauptziele:
- Schaffung eines politischen Systems, das auf gleichen Rechten für beide Völker beruht;
- Sicherung der Unterstützung des expandierenden Jischuv und des gesamten jüdischen Volkes für eine föderative Union des Nahen Ostens, die das Land Israel einschließt;
- Schaffung eines Bündnisses zwischen dieser föderativen Union und der anglo-amerikanischen Union als Teil einer Allianz aller freien Nationen.[5]

Ichud-Mitglieder distanzierten sich im Januar 1948 in einer Erklärung an die Presse von gewalttätigen Übergriffen gegen Araber und schrieben von einer „Psychose des Militarismus“ und der Angst des „aufgehetzten Pöbels“, die nur weitere „wahllose und unbarmherzige Reaktionen“ provozieren würden.
Ichud stellte sich auch gegen den UN-Teilungsplan für Palästina. Im April 1948 schlug Magnes eine US-amerikanische Treuhänderschaft für Palästina vor und sprach diesbezüglich mit Warren Austin, dem US-Botschafter bei den Vereinten Nationen. Magnes erklärte, dass „die Teilung wahrscheinlich die Hauptursache für das Chaos in Palästina ist“, und betonte, wie wichtig es sei, dass Juden und Araber „die Möglichkeit erhalten, selbst die Funktionen der Regierung auszuüben.“ Magnes trat am Tag nach der Bekanntgabe des UN-Teilungsplans vom Amt des Vorsitzenden des Ichud zurück.

### Nach der israelischen Staatsgründung
Während des Palästinakrieges (Bürgerkrieg 1947/1948; dann Krieg um Israels Unabhängigkeit 1948/1949) verurteilte Ichud jüdische und dann israelische Angriffe auf arabische Zivilisten und brandmarkte den herrschenden „Geist von Masada“ als „Verherrlichung eines unnötigen Martyriums“.
Als die Gewalt nach dem Krieg weiter eskalierte, gab Ichud eine Warnung heraus, die den militärischen Sieg als gefährlichen Präzedenzfall darstellte: „Als Mitglieder des Ichud begrüßen wir keine Triumphe auf dem Schlachtfeld, die im Grunde das Vergießen von Blut, Verderben und Zerstörung für jeden bedeuten, der nach Gottes Bild geschaffen wurde.“ Ichud prangerte auch das Qibya-Massaker im Oktober 1953 an und verurteilte generell Vergeltungsschläge der israelischen Armee gegen Araber.
Ende der 1960er Jahre, nach der israelischen Besetzung des Westjordanlandes und des Gazastreifens im Sechs-Tage-Krieg, wurde Ichud als politische Kraft in Israel bedeutungslos.

### Publizistische Tätigkeit
Ichud vermittelte seine Ansichten einer breiteren Öffentlichkeit zunächst in der Zeitschrift Beʿajot (hebräisch בְּעָיוֹת ‚Probleme‘). Darin erschien Anfang 1947 ein Artikel mit Gedanken Albert Einsteins über einen geeigneten Ansatz zur Lösung der Palästina-Frage. Als Antwort auf die Behauptung eines prominenten Befürworters des Zionismus, des britischen Politikers Richard Crossman, wonach die Teilung die einzige faire Lösung sei, die den Briten übrig bleibe, meinte Einstein: „Er mag Recht haben; aber ich sehe keine andere dauerhafte Lösung als eine, die auf einer binationalen Verwaltung unter der Herrschaft der Vereinten Nationen beruht.“
Nach der Gründung des Staates Israel 1948 ersetzte die Organisation Beʿajot durch eine neue Zeitschrift namens Ner (hebräisch נֵר ‚Kerze‘). Deren Redakteur war Jehoschuʿa Radler-Feldman (Pseudonym Rabbi Binyamin); Ziel der Publikation war es, die israelische Öffentlichkeit zu ermutigen, die Rechte der arabischen Bürger anzuerkennen und zu respektieren und für die im Palästinakrieg erfolgte Vertreibung arabischer Einwohner Verantwortung zu übernehmen. Ner erschien bis 1964.

## Reaktionen auf Ichud

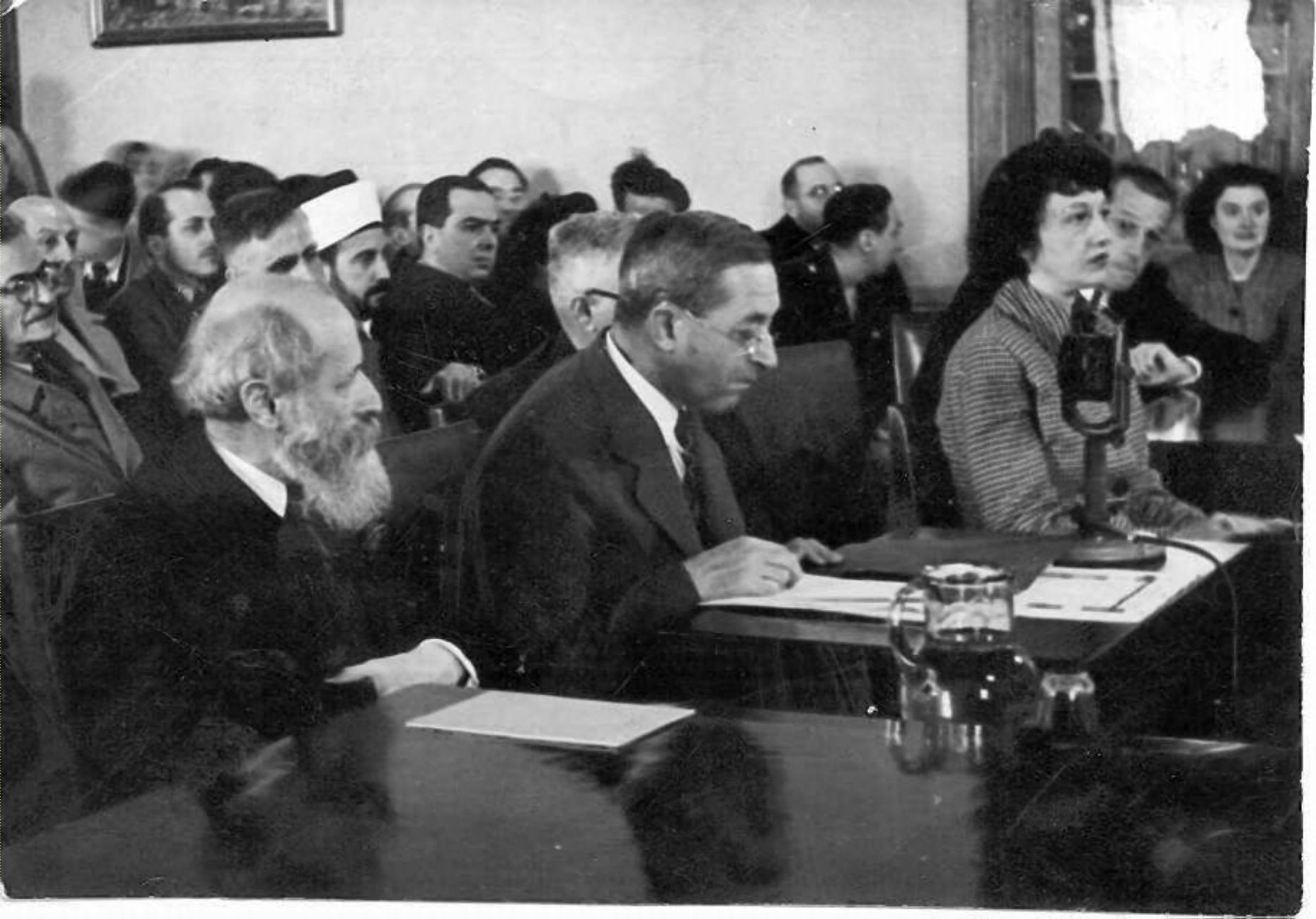
Magnes und Buber als Zeugen vor dem anglo-amerikanischen Untersuchungsausschuss

Die Ichud-Partei präsentierte ihre Ideen dem Anglo-amerikanischen Untersuchungskomitee im Jahr 1946 und gegenüber dem United Nations Special Committee on Palestine 1949. Das anglo-amerikanische Komitee stimmte den Vorschlägen von Ichud weitgehend zu und empfahl eine Wirtschaftsunion in Palästina.
Indes erwies es sich als schwierig, die Zustimmung arabischer Führer zur Idee eines binationalen Staates zu gewinnen. Eine Übereinkunft wurde nur zwischen Fausi Darwisch aus der einflussreichen Jerusalemer Familie al-Husseini, und der 1939 gegründeten und seit 1942 mit Ichud verbündeten Liga für jüdisch-arabische Annäherung und Zusammenarbeit erzielt. Doch wurde Husseini in der Folge im November 1946 ermordet.
Einflussreiche nicht-jüdische Sympathisanten des Zionismus lehnten die Initiativen des Ichud ab, darunter John Hope Simpson und Major General Edward Spears.
Die zionistische Presse in Großbritannien verurteilte Magnes ebenfalls und warf ihm vor, den Staat Israel erbittert zu bekämpfen und zu zerstören, indem er seinen Einfluss an der Hebräischen Universität für seine Zwecke nutze. Der Detroit Jewish Chronicle bezeichnete Magnes als Quisling.
Das zionistische Blatt The Reconstructionist vom 10. Februar 1956 billigte hingegen den von Ichud vertretenen Ansatz und empfahl die ernsthafte Prüfung der Ichud-Vorschläge durch die israelische Regierung und durch die zionistische Weltbewegung. Die Zeitung änderte später ihre Position und prangerte in einer Novemberausgabe die Programme des Ichud an.
Der dem revisionistischen Zionismus nahestehende Publizist Chaim Tchernowitz (Pseudonym Rav Tzaʿir) verurteilte die Position des Ichud, wonach Palästina sowohl rechtlich als auch ethisch den Arabern gehöre und diese daher berechtigt seien, „für immer dessen Herren zu bleiben.“
Magnes versuchte die ultra-orthodox jüdische nicht-zionistische Organisation Aguddat Jisraʾel als Bündnispartner zu gewinnen, scheiterte jedoch dabei.
Die Philosophin Hannah Arendt lehnte vorerst das Programm des Ichud ab, weil sie Magnes’ Idee des Binationalismus für eine fehlerhafte Version des Föderalismus hielt, weil dieser das Biltmore-Konzept der jüdischen Vorherrschaft durch eine arabische Vorherrschaft ersetzte. Sie sah Magnes’ Vision im Widerspruch zu ihrem eigenen Engagement für eine föderale Lösung im Nahen Osten. Später unterstützte sie seinen Vorschlag einer Treuhänderschaft als Übergangslösung in Palästina.
Einzig die Freeland League von Isaac Nachman Steinberg erwies sich als politischer Verbündeter des Ichud, insbesondere in der Ablehnung jeglicher Gewalt seitens des „militanten Zionismus“.

Über das Engagement des Ichud schreibt der Historiker Sasson Sofer in Zionism and the Foundations of Israeli Diplomacy (1998): 
Ichud war das erste Beispiel in der Geschichte der israelischen Politik, das zeigte, was passiert, wenn Intellektuelle versuchen, eine Kompromisslösung im Zuge eines gewaltsamen nationalen Konflikts vorzuschlagen. Es zeigte ihre organisatorische Schwäche und die Tatsache, dass ihr politischer Einfluss marginal war. Ichud ist ein Vorbote des Schicksals, das die israelische Intelligenz ereilen sollte, sobald sie sich dem glühenden Herzen des israelisch-arabischen Konflikts näherte und versuchte, sich in die politischen Auseinandersetzungen einzuschalten.